# Strigocuscus pelengensis
El Cuscus de Peleng (Strigocuscus pelengensis) es una especie de marsupial en la familia Phalangeridae.
Es endémico de Indonesia.
Es una especie de cuscus, un tipo de possum. Habita en las islas Peleng y Sula de Indonesia.